# HD Voice
HD Voice (широкополосный звук) — аудиотехнология, используемая в телефонии. Для улучшения качества звука используется аудиокодек Adaptive Multi-Rate Wideband (AMR-WB), стандарт G.722.2. Расширяет частотный диапазон звука на телефонных линиях, в результате чего повышается качество передачи голоса. Диапазон человеческого голоса простирается от 80 до 14 000 Гц. В традиционных, или узкополосных телефонных разговорах предел звуковых частот находится в диапазоне 300–3400 Гц. Широкополосное аудио устраняет большинство ограничений полосы пропускания и передаёт звук в диапазоне от 50 до 7000 Гц и выше, что позволяет передавать человеческую речь в более чистом виде, с меньшими искажениями. Улучшается распознаваемость звуков «С» и «Ф», отличие звуков «М» от «Н», «П» от «Т».

## Применение
Orange Moldova — первый мобильный оператор в мире, запустивший технологию HD Voice в своей сети..
Первым мобильным оператором в России, публично заявившим о поддержке HD Voice, стал МегаФон, опубликовавший эту новость 10 ноября 2010 года на официальном сайте.
По состоянию на 27 апреля 2011 года технология HD Voice работает в Москве и Сочи, а с февраля 2012 - ещё и в Новосибирске. При этом ручное подключение данной технологии не требуется, она включается автоматически в случае поддержки мобильным телефоном.
6 сентября 2012 года в Сибирском филиале мобильного оператора МегаФон запустили данную технологию на всей территории филиала. Сюда вошли: Республика Тыва, Республика Хакасия, Республика Алтай, Алтайский край, Красноярский край, Кемеровская область, Омская область, Томская область, Новосибирская область.
12 сентября 2012 года мобильный оператор МТС запустил технологию передачи голоса высокой чёткости по всей России.
11 декабря 2013 года мобильный оператор МТС первым в Белоруссии внедрил новый стандарт голосовых вызовов. Лучшее звучание и разборчивость речи обеспечивает инновационная технология HD Voice, которая объёмно и звонко передаёт голос собеседника со всеми нюансами, интонациями и эмоциями. Инновационное технологическое решение не создаёт дополнительной нагрузки на сеть. Чтобы ощутить преимущества нового качества передачи голоса, абонентам необходимо находиться в зоне действия сети 3G и пользоваться телефоном с поддержкой технологии HD Voice. На сегодня это более 250 моделей ведущих производителей.
В июне 2014 года мобильный оператор Билайн в Москве включил поддержку HD Voice в своей сети. До конца июня планируется включение HD Voice и в Московской области.
В октябре 2014 года Билайн включил поддержку HD Voice в Перми и Пермском крае.
В ноябре 2014 год телекоммуникационный оператор ЭР-Телеком (Дом.ru) включил поддержку HD Voice.
В июне 2020 года мобильный оператор Win Mobile (К-Телеком) запустил технологию HD Voice в Республике Крым и Севастополе.

## Список телефонов, поддерживающих HD Voice
- Alcatel One Touch 903
- Alcatel One Touch 916/916D
- Alcatel One Touch 918
- Alcatel One Touch 983
- Alcatel One Touch 985/985D
- Alcatel One Touch 991/991D/991T
- Alcatel One Touch 992D
- Alcatel One Touch 993/993D
- Alcatel One Touch 995/996
- Alcatel One Touch Idol/Idol Ultra
- Alcatel One Touch Scribe Easy/Scribe HD
- Alcatel One Touch Star
- Alcatel One Touch Tribe
- Alcatel One X'POP
- Apple iPhone 5/5S/5C и новее
- Asus ZenFone max pro m1
- BlackBerry Q10
- BlackBerry Q5
- BlackBerry Torch 9810
- BlackBerry Z3/10/Z30
- HTC Desire 500
- HTC ChaCha
- HTC Desire C
- HTC Desire HD
- HTC Desire S
- HTC Desire X
- HTC Desire Z
- HTC EVO 3D
- HTC Incredible
- HTC One/One mini
- HTC One S/SV
- HTC One V
- HTC One X/X+
- HTC One XL
- HTC One® (M8)
- HTC Radar
- HTC Raider
- HTC Rhyme
- HTC Sensation/Sensation XE/Sensation XL
- HTC Titan
- HTC Touch HD
- HTC Wildfire S
- HTC Windows Phone 8X/8S
- Huawei Ascend D Quad
- Huawei Ascend D2 LTE (VoLTE)
- Huawei Ascend G510/G700/G740
- Huawei Ascend P1 U9200
- Huawei Ascend P2/P6
- Huawei Boulder U8350
- LG A310
- LG Nexus 4 E960
- LG Nexus 5
- LG Optimus 3D
- LG Optimus G/G Pro
- LG Optimus L4 II
- LG Optimus L5/L5 II
- LG Optimus L7/L7 II
- LG Optimus L9
- LG Optimus LTE2 F160LV (VoLTE)
- LG Optimus F7
- LG Optimus F180S (VoLTE)
- LG Optimus Vu2 F200 (K,L,S) (VoLTE)
- LG Optimus Vu3 F300 (K,L,S) (VoLTE)
- LG Optimus GX F310L (VoLTE)
- LG Optimus G2 F320S (VoLTE)
- LG Optimus G Pro F240S (VoLTE)
- LG Optimus LTE III F260S (VoLTE)
- LG Optimus G Flex F340S (VoLTE)
- LG Optimus 3D Max (P720)
- LG Optimus 3D (P920)
- LG Optimus 4X HD (P880)
- LG Prada (P940)
- LG Prada 3.0
- Motorola Quench
- Motorola RAZR (XT910)
- Motorola RAZR i (XT890)
- Motorola Moto G
- Nokia 300/301/302
- Nokia 500/515
- Nokia 600/603
- Nokia 700/701
- Nokia 808 PureView
- Nokia 5230
- Nokia 5330 Mobile TV Edition
- Nokia 5530 XpressMusic
- Nokia 5630 XpressMusic
- Nokia 5730 XpressMusic
- Nokia 6260 Slide
- Nokia 6600i slide
- Nokia 6700 classic/6700 slide
- Nokia 6710 Navigator
- Nokia 6720 classic
- Nokia 6760 slide
- Nokia 6790 slide
- Nokia 7230
- Nokia Asha 300/301/302/303/311
- Nokia C2-01
- Nokia C3-01 Touch and Type
- Nokia C5-03/C5-04
- Nokia C6-00/C6-01
- Nokia C7-00
- Nokia E5-00
- Nokia E52/E55
- Nokia E6-00
- Nokia E63
- Nokia E7 Communicator
- Nokia E7-00
- Nokia E71x
- Nokia E72
- Nokia E73 Mode
- Nokia Lumia 510/520/520.2/521
- Nokia Lumia 610/610 NFC/620/625
- Nokia Lumia 710/720
- Nokia Lumia 800/810/820/822
- Nokia Lumia 900/920/920T/925/925 Superman Edition/925T/928/929 LTE-A (Cat 4)
- Nokia Lumia 1020.2/1020 3G/1020 LTE
- Nokia Lumia 1520
- Nokia N7
- Nokia N8
- Nokia N86 8MP
- Nokia N9
- Nokia N97/N97 mini
- Nokia X3-02
- Nokia X5
- Nokia X6-00
- Nokia X7-00
- Oneplus Nord2
- Samsung Galaxy Star
- Samsung Galaxy Light
- Samsung Ativ S
- Samsung Galaxy Ace/Ace 2
- Samsung Galaxy Express
- Samsung Galaxy Fame
- Samsung Galaxy Mini/Mini 2
- Samsung Galaxy Nexus
- Samsung Galaxy Note/Note II/Note 3/Note 10.1
- Samsung Galaxy S II
- Samsung Galaxy S III
- Samsung Galaxy S4/S4 Mini
- Samsung Galaxy S5
- Samsung Galaxy S Advance
- Samsung Galaxy S Plus
- Samsung Galaxy W
- Samsung Galaxy Y
- Samsung Galaxy s7
- Samsung Galaxy s7 edge
- Samsung Omnia 7
- Samsung Omnia Pro B7350
- Samsung S5610
- Samsung Wave 3
- Samsung Trend Plus
- Sony Ericsson Elm
- Sony Ericsson Hazel
- Sony Ericsson Live with Walkman
- Sony Ericsson Xperia X8
- Sony Ericsson Xperia X10 Mini/X10 mini pro
- Sony Ericsson Xperia acro
- Sony Ericsson Xperia active
- Sony Ericsson Xperia Arc
- Sony Ericsson Xperia arc S
- Sony Ericsson Xperia mini/Mini Pro
- Sony Ericsson Xperia neo/neo V
- Sony Ericsson Xperia Play
- Sony Ericsson Xperia ray
- Sony Ericsson W995
- Sony Xperia A SO-04E
- Sony Xperia acro S
- Sony Xperia E/E dual C1605
- Sony Xperia C3
- Sony Xperia Go (ST27i)
- Sony Xperia i1 HSPA+ C6902
- Sony Xperia i1 LTE
- Sony Xperia ion
- Sony Xperia J
- Sony Xperia L
- Sony Xperia M
- Sony Xperia M35t (VoLTE)
- Sony Xperia miro
- Sony Xperia P
- Sony Xperia S
- Sony Xperia Sola
- Sony Xperia SP
- Sony Xperia T
- Sony Xperia Tipo/Tipo Dual
- Sony Xperia U
- Sony Xperia V
- Sony Xperia Z/ZL/ZR
- Sony Xperia Z1/Z1S (T Mobile US only)/Z1 Compact LTE-A D5503
- Sony Xperia Z2 LTE-A D6543/D6503
- Sony Xperia XZ Dual (F8332)
- TechFaith Wildfire 80
- ZTE Blade V880
- ZTE Crescent (San Francisco 2 on Orange)
- ZTE Era
- ZTE F160 Atlanta
- ZTE Grand X/Grand X IN
- ZTE Orbit
- ZTE R252 / Orange Tara
- ZTE Kis Pro / Orange Zali
- ZTE Skate (Monte Carlo on Orange)
- ZTE Smart Netphone 701
- ZTE Tania
- ZTE TMN smart A15
- ZTE Nubia Z60 Ultra
- ZTE nubia Z60S
- Xiaomi (все последние модели)
- Realme (все последние модели)